# Авшаров Борис Павлович
Борис Павлович Авша́ров (справжнє прізвище — Гомоляка; нар. 17 червня 1889, Київ — пом. 23 листопада 1964, Керч) — український радянський актор. Заслужений артист УРСР (1951). Батько композитора Вадима Гомоляки.

## Біографія
Народився 5 [17] червня 1889 року в місті Києві (нині Україна). Протягом 1909–1916 років навчався на юридичному факультеті Київського університету, одночасно у 1909–1911 роках у Театральній школі Г. Заславського і Г. Фістуларі у Санкт-Петербурзі, 1913 року закінчив Оперну студію М. Михайлова (Санкт-Петербург — Київ).
Протягом 1906–1916 років грав на сцені в антрепризах І. Дольського-Боренського та Є. Орловського, М. Кожевникова, Д. Леонта, С. Мамонтова, Д. Южина, А. М'яновського, Н. Казанського, І. Павлова та інших. З 1927 року працював у театрах Києва:
- у 1927—1930 роках — в Українському пересувному Київської окружної ради професійних спілок;
- у 1930—1931 роках — в Українському драматичному театрі імені Івана Франка;
- у 1932—1941 роках — в Театрі Київського військового округу;
- у 1946—1960 роках — в Театрі юного глядача.

## Творчість
За понад 40 років творчої діяльності кількість оперних партій, ролей у драмі, опереті та кіно, які актор проспівав і зіграв, наближається до 600. Серед них:
театральні ролі
- Грозний, Безсудний («Василиса Мелентьєва», «На велелюдному місці» Олександра Островського);
- Рогожин (за романом «Ідіот» Федора Достоєвського);
- Лаерт («Гамлет» Вільяма Шекспіра);
- Халява, Кобзар, Жевакін («Вій», «Тарас Бульба», «Одруження» Миколи Гоголя);
- Базіль («Божевільний день, або Одруження Фігаро» П'єра Бомарше);
- дядько Лев та Лісовик («Лісова пісня» Лесі Українки);
- Король («Сміх і сльози» Сергія Михалкова);
- Татаринов («Два капітани» за Веніаміном Каверіним).

### Фільмографія
- Ібрагім («Каховський плацдарм» / «Суворі дні», 1933, «Українфільм» (Одеса)
- пан Рутковський («Кармелюк», 1938)
- Василь («Вітер зі сходу», 1940)
- учитель історії («Є такий хлопець», 1956)